# Teofryd z Saluzzo
Teofryd z Saluzzo, wł. Teofredo, Chiaffredo, Jafredo (zm. ok. 286 w Crissolo w Alpach Kotyjskich) – rzymski żołnierz legendarnej Legii Tebańskiej, towarzysz Konstancjusza, męczennik chrześcijański i święty Kościoła katolickiego.
Śmierć męczeńską, za wyznawanie wiary chrześcijańskiej, poniósł w czasach panowania Dioklecjana i Maksymiana.
Po decymacji Legionu w Agaunum, dzisiejsze Saint-Maurice (Szwajcaria), przez Maksymiana niewielu żołnierzom udało się zbiec z miejsca pogromu.
Konstancjusz z towarzyszami schronili się w Val Maira (dzisiejsze Villar San Costanzo w prow. Cuneo). Wcześniej zostali straceni Costantino, Dalmazzo, Desiderio, Isidoro, Olimpio, Ponzio, Vittore oraz Magnus i Teofryd. Wszystkich pochował św. Konstancjusz, potem sam stracił życie.
Święty Teofryd jest patronem Crissolo, gdzie wybudowano sanktuarium na jego grobie. Wraz ze św. Konstancjuszem jest również patronem diecezji Saluzzo
Jego wspomnienie liturgiczne obchodzone jest 7 września.
Nie należy mylić go z innym św. Teofrydem (Chiaffredo) z VIII wieku, opatem monasteru Monastier-St-Chaffrez (dzisiejsze Le Monastier-sur-Gazeille we Francji) wspominanym 18 listopada.